# Adetus obliquus
Adetus obliquus är en skalbaggsart som först beskrevs av Bates 1885.  Adetus obliquus ingår i släktet Adetus och familjen långhorningar. Inga underarter finns listade i Catalogue of Life.